# کش‌خورت
کش‌خورت (به ترکی آذربایجانی: Keşxurt) یک منطقهٔ مسکونی در جمهوری آذربایجان است که در شهرستان اسماعیل‌لی واقع شده‌است.